# 原田憲治
原田 憲治（はらだ けんじ、1948年6月9日 - ）は、日本の政治家。
衆議院議員（4期）、防衛副大臣兼内閣府副大臣（第4次安倍第1次改造内閣）、総務副大臣（第3次安倍第2次改造内閣）、防衛大臣政務官（第2次安倍改造内閣・第3次安倍内閣）、自由民主党副幹事長（3回）、自由民主党国防部会長、自由民主党総務部会長、大阪府議会議員（3期）、箕面青年会議所理事長、自由民主党大阪府支部連合会会長を歴任。
元運輸大臣・郵政大臣・経済企画庁長官である原田憲の長男。
前大阪府議会議員（池田市選挙区）の原田考治は自身の次男である。

## 略歴

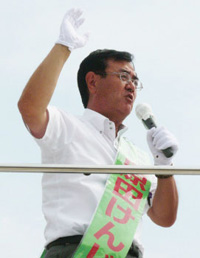
街頭演説を行う原田

大阪府池田市出身。大阪教育大学附属池田小学校、大阪教育大学附属池田中学校、日本大学第三高等学校、日本大学法学部政治経済学科卒業。
元運輸大臣・郵政大臣・経済企画庁長官である父原田憲の秘書を経て1995年大阪府議会議員に当選し、3期（11年）務めた。
現職議員であった西田猛の死去に伴い、2006年10月22日に実施された衆議院大阪9区補欠選挙に自由民主党公認・公明党推薦で立候補し、民主党公認候補の大谷信盛を18,802票差の接戦の末に破って初当選した。奇しくも第41回衆議院議員総選挙で父・原田憲を下した議員の死去に伴う後継となった。10月23日、自民党会派への入会届が衆議院へ提出され、12月には津島派に入る。
2009年8月30日の第45回衆議院議員総選挙に自民党公認、公明党推薦で大阪9区から立候補。小選挙区では民主党の大谷信盛に52,550票差で敗北し、重複立候補していた比例近畿ブロックでの復活当選もできなかった。
2012年12月16日の第46回衆議院議員総選挙にも自民党公認、公明党推薦で大阪9区から立候補。小選挙区では前職・大谷の票数は上回ったものの、日本維新の会の足立康史に14,344票差で敗れた。しかし、重複立候補していた比例近畿ブロックで復活当選（2選）。
2014年9月5日、第２次安倍改造内閣発足に伴い防衛大臣政務官就任
2014年12月14日の第47回衆議院議員総選挙にも自民党公認、公明党推薦で大阪9区から立候補し、前回敗れた足立を下して3選（足立は比例復活）。
2014年12月25日、第3次安倍内閣発足に伴い防衛大臣政務官再任（〜2015年10月）
2015年10月、自由民主党副幹事長（～2016年8月）、自由民主党大阪府支部連合会副会長就任（～2017年12月）
2016年8月5日、第3次安倍第2次改造内閣発足に伴い総務副大臣就任（〜2017年8月）
2017年8月、自由民主党副幹事長に2度目の就任（～2018年10月）
2017年10月22日の第48回衆議院議員総選挙にも自民党公認、公明党推薦で大阪9区から立候補し4選
2017年10月、自由民主党総務部会長就任（自民党副幹事長兼任～2018年10月）
2017年12月、自由民主党大阪府支部連合会政務調査会長就任（〜2019年10月）
2018年10月4日、第4次安倍改造内閣発足に伴い防衛副大臣兼内閣府副大臣就任（〜2019年9月）
2019年9月、自由民主党国防部会長就任（～2020年9月）
2019年10月、自由民主党大阪府支部連合会副会長に2度目の就任（～2021年2月）
2020年10月、自由民主党副幹事長に3度目の就任（現職）
2021年2月8日、自由民主党大阪府支部連合会会長代行就任（～2021年2月20日）
2021年2月20日、自由民主党大阪府支部連合会会長就任（〜2021年10月31日)
2021年10月31日の第49回衆議院議員総選挙では「73歳以上の比例重複不可」の党内規に抵触するため、比例近畿ブロックとの重複立候補はできず、大阪9区のみの立候補で臨んだが、足立に大差を付けられて敗れ、落選した。また、大阪の小選挙区の自民党公認候補が全員日本維新の会に敗れた。これらの結果を受けて同日、大阪府支部連合会会長を辞任した。
2023年、旭日重光章受章。

## 政策
- 憲法改正に賛成[6]。
- 村山談話・河野談話を見直すべき[7]。
- 女性宮家の創設に反対[6]。
- 選択的夫婦別姓制度の導入に反対[8]。
- 「消費税0％の検討」を掲げた『国民を守るための「真水100兆円」令和2年度第2次補正予算に向けた提言』に賛同している。[9]

## 所属団体・議員連盟
- 自民党たばこ議員連盟[10]
- 神道政治連盟国会議員懇談会[11]
- みんなで靖国神社に参拝する国会議員の会[11]
- 自民党動物愛護管理推進議員連盟
- 国際観光産業振興議員連盟[12]
- 日本の未来を考える勉強会[13]